# Uranienborg (Norvège)
Pour les articles homonymes, voir Uranienborg.
Uranienborg est un quartier dans le bydel de Frogner à Oslo, en Norvège.

## Histoire
À l'origine, zone rurale de l'ancienne municipalité d'Aker, elle a été incorporée à la ville de Christiania (plus tard Oslo) en 1859. Son nom est issu de l'observatoire d'Uranienborg sur l'île de Ven. Elle bénéficie des transports publics avec la ligne Briskeby. De 1988 à 2004, il a formé avec Majorstuen l'arrondissement Uranienborg-Majorstuen ; en 2004, il a été incorporé à l'arrondissement Frogner.
Elle comprend la maison de Roald Amundsen, également connue sous le nom d'« Uranienborg », la maison de l'explorateur polaire, avant son expédition réussie au pôle Sud, jusqu'à sa mort en 1928. La maison est devenue un site historique et une attraction touristique.

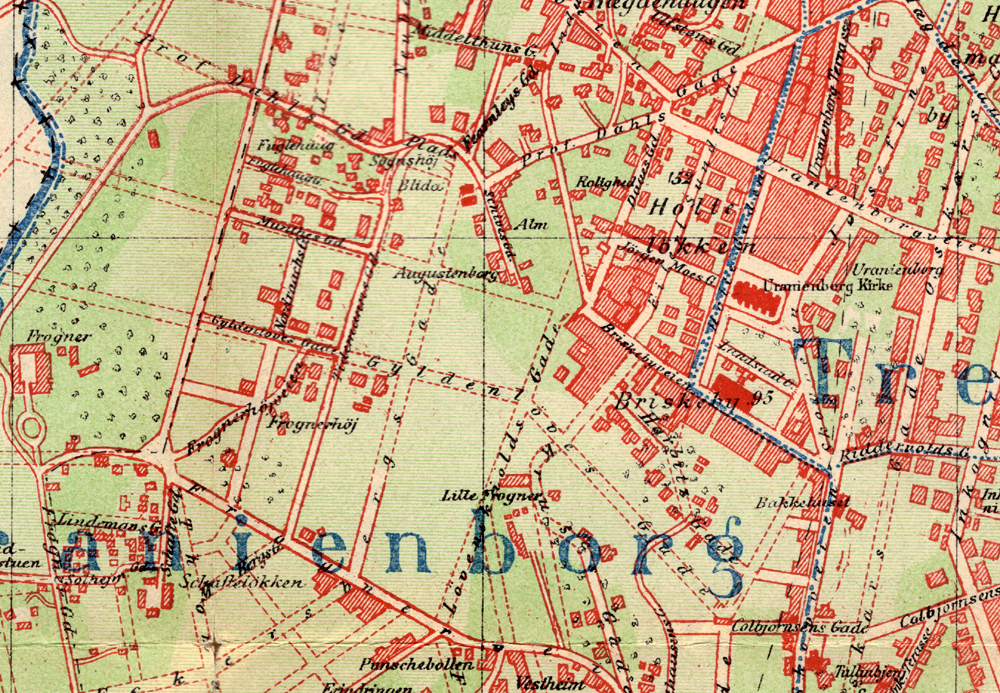
Carte d'Uranienborg vers 1900.

## Parc d'Uranienborg
Uranienborg est le site d'Uranienborgparken, le parc où se trouve l'église d'Uranienborg. Le parc contient une statue en bronze du réformateur luthérien de l'église, Hans Nielsen Hauge. L'église est connue pour sa décoration intérieure réalisée par l'architecte Arnstein Arneberg et pour ses vitraux de l'artiste Emanuel Vineland .

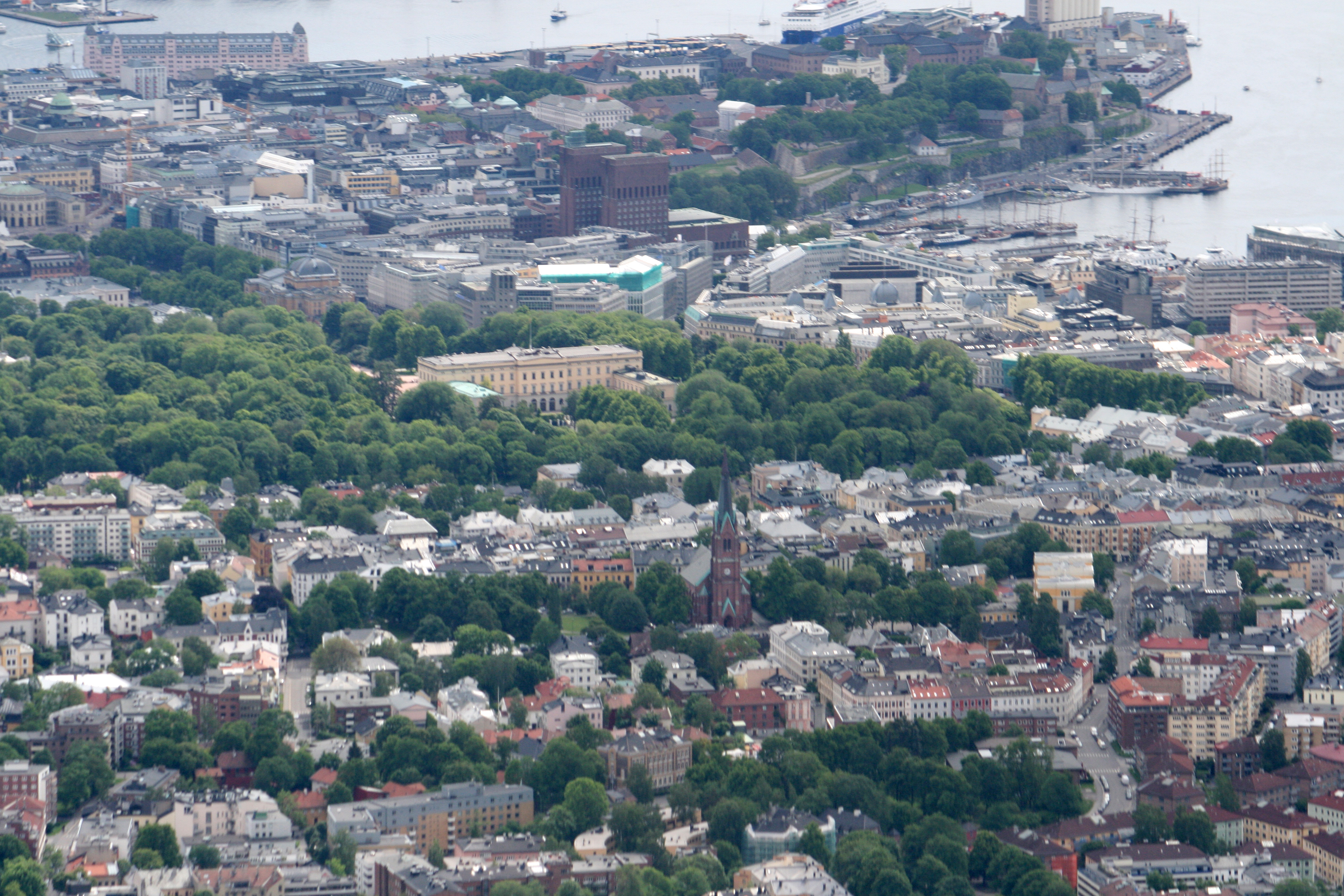
Vue d'Uranienborg avec l'église, le parc du château et le château au centre de l'image en 2015.